# Api Mons
L'Api Mons è una struttura geologica della superficie di Venere.